# Univerza v Konstantinoplu
Cesarska univerza Konstantinopla, znana tudi kot univerza Magnaure (Grško: Πανδιδακτήριον της Μαγναύρας), je bila v vzhodnorimskem imperiju ustanovljena leta 425 in je prva univerza v Evropi, ki danes še obstaja v republiki Turčiji. Pandidakterion ali univerza je vsebovala šole za medicino, filozofijo in pravo. Poleg omenjene državne univerze so obstajale tudi zasebne ekonomske in umetniške šole, ki pa so bile manj ugledne.

## Zgodovina
Vzhodnorimska družba je bila zelo izobražena. Osnovno šolstvo je bilo na voljo vsem državljanom, tudi na podeželju; enaka je bila tudi zastopanost obeh spolov v pridobivanju izobrazbe. Visoko šolstvo ni bilo na voljo le v Konstantinoplu, a tudi v drugih večjih mestih, kot so Aleksandrija, Antiohija, Atene, Pergamon in Solun.
Prvotna šola je bila ustanovljena l. 425 na ukaz cesarja Teodozija II. Imela je 31 kateder za pravo, filozofijo, medicino, aritmetiko, geometrijo, astronomijo, glasbo, govorništvo in druge predmete. 15 kateder je bilo latinskojezičnih, 16 pa grškojezičnih. Prvotna univerza je obstajala do padca Konstantinopla l. 1453.
Glavna naloga visokega šolstva je bila s pomočjo poučevanja retorike (govorništva), filozofije in prava ustvariti državljane, ki bodo kompetentni v dostojnem predstavljanju države v birokratskih funkcijah civilnih in cerkvenih uradov. Univerza je bila posvetna različica teoloških šol, ki so bile v vzhodnem rimskem imperiju prav tako zelo pogoste. Univerza je ohranjala aktivno tradicijo Aristotelskih in Platonskih filozofskih naukov vse do 15. stoletja.
Po zavzetju Carigrada l. 1453 je Mehmed II nadaljeval tradicijo Konstantinopelske univerze s to razliko, da je ta od takrat služila osmanski državi in učila islamsko filozofijo kot "medresa" ali "hiša mnogih znanosti". Leta 1933 je postala znana kot Istanbulska državna univerza.